# Кондолово
Кондолово (болг. Кондолово) — село в Болгарии. Находится в Бургасской области, входит в общину Царево. Население составляет 15 человек.

## Политическая ситуация
Кондолово подчиняется непосредственно общине и не имеет своего кмета.
Кмет (мэр) общины Царево — Георги Лапчев (Граждане за европейское развитие Болгарии, ГЕРБ) по результатам выборов в правление общины.